# 千年狐 〜干宝「捜神記」より〜
『千年狐 〜干宝「捜神記」より〜』（せんねんぎつね かんぽうそうじんきより）は、張六郎による日本の漫画。『月刊コミックフラッパー』（KADOKAWA）にて、2018年5月号から連載中。本作は張がMFコミック大賞を受賞した漫画が連載化された作品である。受賞作は第0話として単行本第1巻に収録されており、同単行本が張の初の連載作品にして単行本となる。
中国志怪小説の『捜神記』を元にしており、古代中国で1000年を生きる狐の精怪・廣天を軸に、仲間の精怪や神、年代ごとに出会う数多の人物達との物語を干宝の捜神記の各話に擬えて描いている。2019年、次にくるマンガ大賞コミック部門16位を受賞。

## あらすじ
一巻
西晋の初頭、燕昭王の陵墓に廣天という名の狐の精怪が棲んでいた。千年を生きる廣天は戯れに、付近に住む賢人張華に知恵比べを仕掛ける。廣天はその人間離れした叡知を怪しんだ張華の友人孔章によって正体を暴かれるが、張華に情けを掛けられ生かされる。
その後も廣天に興味を抱いた張華は多数の文献を調べ、謎に包まれた妖狐の素性や、精怪と人間との化かし合いの歴史を知ることになる。
同じころ、晋帝から精怪狩りの勅令が下され、廣天と仲間たちは危機に陥る。
二巻-四巻
精怪狩りの背後に師の阿紫が関与していることを知った廣天は、その思惑を探るため、炭片になった樺表と共に旅に出る。幽鬼が見える少年・伯などの新たな知己を得る中で、廣天は自身の出生の秘密を知る老鼠に出会う。
五巻-七巻
阿紫との因縁に決着を付けた廣天だったが、陵墓に戻ってきたのも束の間、改修工事によって再び住み処を追われる。
旅の途上で知り合った医者の家に転がり込もうとするが拒絶され、伯を巻き込んだすったもんだの末に崖から落ち、三人は河を流された末に見知らぬ里に辿り着く。
そこで里長の大商人が道術大会を開くという話を聞いた三人は、優勝者に送られるという莫大な賞金と裏山の所有権を求め、集まった道士たちとの対決に挑む。
八巻-十巻
都の挺尉部(警備部門)に勤める役人の石良は上官から妖魔や人知を越えた存在に関わる事件に対処する新部署の責任者に任命される。
石良は胡乱な人事に困惑しながらも、噂を聞きつけて協力者を買って出た謎の民間人(廣天)と共に都で起こる怪奇現象を調査していく。

## 登場人物

### 精怪
廣天（こう てん）
声 - 五十嵐裕美（PV・ボイスコミック）
物語の核となる主人公の1人。周王朝の時代にある国の公（君主）と妾の間に生まれた子であるが、生まれた時から狐の姿をしており、国が滅ぶ凶兆として殺害されそうになった所を紆余曲折を経て生き延びた。普段は尻尾が無数にある狐の姿をしており、母親そっくりの姿に変化することも出来る。自身の性別も女性だが、作中で出会った人々のほとんどに男と間違われている。
1000年生きているが故に博識かつ冷徹で、邂逅する人間たちを翻弄して戯れる一方、抜けている所もあり、召使いとして雇われても雑用すら満足にこなせないなど、人間社会への適応力は低い。特に武術のセンスは師父をしてポンコツと言わしめる程壊滅的だが、本人には全く自覚が無いどころか伸び代が大きいと前向きに捉えている。
物語は司馬氏の晋王朝時代に廣天が近所に住む張華と言う博学の人物と知恵比べをしようと、人間に化けて張華の元を訪問しようとするところから始まる。
華表（か ひょう）/炭片（たんぺん）/神木（しんぼく）
声 - 土師孝也（ボイスコミック）
燕国 、昭王の墓陵入り口に建っている樹齢1000年の神木を伐って作られた高札・看板のような物。その樹齢と元神木であるが故に言葉を発して廣天と語り合い、時には身体をぶん回して人間や精怪とも戦うアグレッシブな看板。廣天とは産まれたころよりの付き合いで、唯一無二の親友とも言える存在であった。人と知恵比べに行こうとする廣天を諫める。後に晋帝の指示を受けた兵に焼かれて炭片となるも生きており、そこから新芽を出した状態で廣天が肌身離さず持ち運んでいる。旅の途上では牛車に轢かれて粉砕され、またも死にかけるが、医者によって鉢に移植されて一命を取り止めている。その後も鉢に植わった状態で苗に成長している。
鵞鳥の鬼（がちょうのれい）
第一話などに登場。道士が来ることを知った孫休に悪戯のために殺され、人間の女物の衣装を供物に埋葬された雄の鵞鳥の鬼（霊魂）。廣天に連れられて冥府に逝き、後に華山で鳥の冥府の使者として働くこととなる。
雀
鵞鳥の鬼の友人。鵞鳥とともに赤雀の部下として鳥の冥府で働いている。
渾沌（こんとん）
冥府大帝に仕える冥府の使者の1人。死期が近いまたは既に亡くなった者の魂を抜いたり幽霊となった者を捕まえ、冥府へ運ぶのが仕事。産まれた時は目も足も鼻も耳も口もない妖でも獣でも無く雌雄も無い不定形の生物だったが、阿紫に拾われ育てられ人の姿で冥府に仕えることになった。正体は人の体に桃か尻の形をした顔を持ち羽の生えたような姿である。冥府の仕事をブラックと悩み、度々転職を口にしている。華表同様、廣天とは生まれたころからの付き合いで「使者ちゃん」と呼ばれ親しくしている。
獙獙（へいへい）
廣天より長くを生きる狐の精怪。モフモフとした見た目や行動は非常に愛嬌たっぷりで見る者全てがその胸や腹に顔を埋めたくなるほどであるが、大変な怪力の持ち主で、本人も自らを恐ろしい怪物と認識している。ある宿の二階の部屋に現れては夜な夜な宿泊客の命を奪っており、その手に掛かった者は皆幸せに包まれたような不可解な顔で息絶えていた。ある日、宿泊客として現れた宋大賢に力勝負で敗れ、人間を見下していた自身の傲慢さを悔いると共に、自らの考えを正すため旅に出る（日数は3泊4日と、ちょっとした旅行程度）。
歩く時の地響きは「ノッチ、ノッチ」とやや間の抜けた緩い擬音で表現され、字体も丸みを帯びた緩い印象のものが使われている。
阿紫（あ し）
悠久の時を生きる伝説の妖狐。元々は人間で誰にでも優しく面倒見の良い女性だったが、人間の争いを止めようとして死んでしまい、その後に巨大な妖狐の精怪として転生した。渾沌の育ての親で、生まれたばかりの廣天の命を神木や山の生き物達と現世に繋ぎ止めた1人でもある。冥府大帝とは旧知の間柄で仲が良く、カレピの王霊孝と共に冥府に住み着いており、時折人界に出ては晋帝と接触し、意のままに操っている。
王霊孝（おう れいこう）
漢代の人物で兵士。阿紫の影響で耳と尾、口元が狐のようになった元人間。阿紫のカレピとして、冥府にも出入りしている。
獺（うそ）
廣天と同じく千年以上生きるカワウソの精。変化の術を身につけて以降、自身の住む湖の周辺に出没して人間を追いかけ脅していたが、次第に二本足で走ることそのものに楽しさを感じるようになった。
俔（けん）
山の霊気で長寿となった老ネズミ。成長した廣天と再会し、1000年前の廣天の出生について語る。山の神（後の冥府大帝）の依頼で阿紫と共に小国の宮廷に赴き、そこで起きた悲劇を目の当たりにする。
冥府の門番
人の冥府の門番を務める女性。黒い衣装と手袋を身に着け、顔も左目だけを出して他は髪で隠している。冥府の門の上に設置された楼閣に入り勤めを果たしている。周式に連れてこられた生者の廣天と神木、宋定伯を通すまいとしたが宋定伯に論破されたのち現れた渾沌の言葉で3人が生きたまま冥府へ入ることを許している。直後、王霊孝によって門番の役目を放棄したとして私的に制裁された。
冥府の守衛達
門番とともに冥府の門を守る牛頭と馬頭。

### 神
冥府大帝（めいふたいてい）
元々人間に死後の世界の概念が乏しい時代はとある山の神であったが、死者の魂が自らの山に集まる場所となり始めてから、冥府を立ち上げ統括する存在へとなっていった。冥府の立ち上げ当時は痩せた人間の男性のような姿・身長であったが、1000年を経た晋朝の時代には人と同身長の渾沌を片手で掴むほどの巨躯となっている。
何ごとかを阿紫と共に企んでいるのではと混沌に疑われるが、実は死後に行方不明となったある魂を捜している。
北斗星
死を司る神。阿紫とは旧知の仲。現世に降りて南斗星と碁を打っていた際に訪れた顔超の天命を変えた。左右に薄布の着いた傘のような被り物をして目元を隠している。
南斗星
生を司る神。現世に降りて北斗星と碁を打っていた際に訪れた顔超の天命を変えた。厳格な佇まいの持ち主であるが、意外と優しく少しいい加減な面がある。
赤雀（せきじゃく）
鳥の冥府の使者。小柄な雀で冠を被り二頭の鶴が咥えた止まり木に立っている。
盤青（ばんせい）
犬の冥府の使者。犬種は狆。現代では張華の家に飼い犬を装って住み着いている。
九黄（きゅうこう）
狐の冥府の使者。イタチのような顔つきをし、複数の尻尾を持つ。冥府で魂の一斉回収を討議する会議の際は冥府大帝に対して阿紫の魂を求めている。各冥府の使者の中で1番うるさい。
雷神
天候を予知・操作する神。アルパカと猿を足して2で割ったような奇妙な姿で、神木には畏れ敬われている。大木に引っ掛かって身動きが取れなくなった所を木陰で休んでいた農夫の楊道和に助けられ、以後は行動を共にしている。

### 人間

#### 実在の人物
捜神記の著された東晋時代よりも以前の著名な人物。
張華（ちょう か）
声 - 濱野大輝、南雲希美（少年時代）（ボイスコミック）
第零話、一話などに登場した廣天や華表の近所に住む晋に仕える博学な人間。とは言え、廣天の知識には全く敵わず廣天に出会って以降、その足跡を文献に追うこととなる。後に晋帝の指示で囚われた廣天を牢から逃す。
孔章（こう しょう）
声 - 小野健一、島田愛野（少年時代）（ボイスコミック）
豊城の知事を務める張華の幼馴染み。第零話などに登場。廣天が狐であることを見抜き、張華に廣天を殺すように進言するが、聞き入れない張華に対し、廣天の正体を暴くために神木であった華表の一部である木片を華表との激闘の末、斧で削り取って持ち寄る。
孫休（そん きゅう）
琅邪王。後に呉の第3代目皇帝(景帝)として即位。第一話に登場。長く病が癒えなかった時に配下が道士を呼ぶことを勧めたが、元々道士を信用しておらず本来呼ばれた道士の代わりに参上した廣天を騙してからかおうしたところ、見抜かれ逆に脅かされることとなった。
管輅
三国時代の人物。易断に優れ通りすがりに挨拶を受けた顔超とその父親に顔超に死相が出ていることを教え、その対処法を教示した。典風の親戚でもある。
武帝（ぶてい）
前漢の最盛期を築いた第七代皇帝で名は劉徹。第二十話に登場。死に別れた李夫人に会うことを望み、亡き者の魂を呼び出せることのできると言う方士の少翁を李延年に命じて呼び寄せる。
李延年（り えんねん）
第二十話に登場。武帝に仕える側近。妹に瓜二つであり、武帝の寵愛を受けている。武帝が呼び寄せた方士は元より主人である筈の武帝に対しても容赦の無い言動をする。
李夫人（り ふじん）
第二十話に登場。武帝の寵愛を受けた妃で李延年の妹。故人。
燕昭王
燕の全盛期を築いた第四代王(君主としては四十代目)。廣天が住み着いていた墓陵の主。二十五話で魂の姿で登場。墓陵に改修工事が入ることを廣天に教え、出ていくように促した。死後すぐ冥府にさそわれて仕事をしていたらしい。

#### 宋一族
饅頭屋を営む人間の一族。先祖代々、精怪に縁が深く、一族の多くが何らかの形で廣天やその周辺の人々と世代を越えて関わりを持つ。動物好きな者が多く、しばしば悶絶する場面が描かれている。
宋無忌（そう むき）
宋大賢の祖先と思われる東周時代の豪傑。阿柴が潜入した国の宮廷で公の身辺を警護する任に就いている。
見た目も言動も豪傑そのもので、いかなる状況でも泰然自若としているが、実は本物の宋無忌の正体を隠すための影武者、虫も殺せない。
宋大賢（そう たいけん）
名の知れた豪傑。自称、友や主君も喰らって刃を振るってきた羅刹。ある時泊まった宿で夜な夜な化け物が現れ宿泊客が亡くなると言う部屋に宿の主人から断りもなく泊めさせられる。真夜中に現れた獙獙の愛らしい姿と怪力によって二重の意味で殺されそうになるが、辛くも勝利する。その後は獙獙にヒントを得て、ばけものまんじゅうの製造販売を始めて宋家を発展させる。
弓兵
晋帝の精怪狩りに動員された兵士の一人。名前は語られていないが、容姿で一族の者であることが示唆されている。廣天を仕留めるよう命じられるが「狐だけは殺してはならぬ」という祖父からの言いつけを破れず、狙いを外して取り逃がした。その言から大賢の孫である可能性がある。
宋大善（そう たいぜん）
晋代の宋家当主で無忌の影武者と賢の子孫。先祖の事業をさらに拡大し、官庁との繋がりを持つまでに至っている。息子の恩師である胡博士が行方不明になった際、捜索のために山へ入り、獙獙と邂逅する。時系列上、上記の弓兵と近い世代と思われるが具体的な関係は不明。
宋定伯（そう ていはく）
宋大善の長男。鬼（幽霊）を見ることができる力（視鬼）を持った15歳の少年で普段は便利屋として生計を立てている。金銭に目ざとく悪賢い性格で、しばしば能力を悪用して詐欺紛いの行為も行っているが、困っている幽鬼を見ると見過ごせずに世話を焼く面もある。幼いころはその能力によって人ならざる存在を引き寄せ、恐怖すると共に周囲から孤立する日々を送っていた。そのため父親に河に落ちて死んだことにしてもらい胡博士の元で過ごした後、一人立ちした。

#### その他の人物
召使
声 - 利根健太朗（ボイスコミック）
張華の召使。主人に来客を取り次ぐ際、殺しますか？と質問する殺伐とした人物。
萬祥 (ばん　しょう)
とある国の男娼。女性と見紛うような美貌から皇帝の寵愛を受け、男の身でありながら男児を身籠る。産まれた子が国の滅びる予兆を示す妖眚であったことから、主君に迷惑をかけまいと宮廷を去ろうとするものの、後を追ってきた皇帝に引き留められ運命を共にする道を選ぶ。
単行本のカバー裏に描かれた番外編では主役級の扱いを受け、サービスショットを多数披露している。
周式（しゅう しき）
漢の時代の人物で下邳に住む舟漁師。極度の方向音痴でかなり抜けた性格をしている。第二話以降に登場。冥府の使者渾沌に出会い、自らの死期が近く魂を冥府に連れて行かれることを告げられる。3年間、家から出ないことを条件に一度は目溢しされるが、3日と我慢出来なかったために問答無用で冥府行きとなる。後に冥府の使者となり、渾の後輩となった。
趙真玄（ちょう しんげん）
晋代の人物。第十一話に登場。南陽で病死した後、迎えにきた周式と冥府に向かう途中、やり残したことを遂げるため逃亡。目的の街へと彷徨う中で宋定伯と出会い、自分を騙した詐欺師への復讐を唆され加担する。復讐が成功し、快楽を覚えて厲鬼（たたりがみ）になろうとした所を渾に抑えられ、改めて冥府へ向かうこととなる。
医者
定伯の知人の医者。本名は不明。衣を深く被り素顔を見せないため、性別も年齢も不明。人里に程近い山中にある一軒家で薬草の採集と研究を行いつつ、麓の住民を診療している。危険を省みずに幽鬼と接触し、危険に身を曝す伯の行動に呆れながらも、見過ごせずに治療している。
顔超（がん ちょう）
三国時代の人物。管輅の見立てで寿命が短いことを教えられ、対処法として管輅の教えで現世で碁を打つ北斗星と南斗星に出会って天命を変えてもらった。このことが冥府に大混乱を招いたため、冥府大帝は北斗星と南斗星の名前にすらトラウマを持つほどとなる。
胡博士
晋代の人物。宋大善、定伯との繋がりが深く、戸籍上の死者となった定伯の後見人でもあった。後に山中で行方不明とる。
少翁（しょう おう）
前漢時代の人物で斉に住む方士。武帝に招かれ亡き李夫人の魂を呼出すよう命じられた。遠縁の子孫が晋代まで続いており廣天に少翁が使った術を教えている。
陽（よう）
ある公国の宮廷に仕える女性。その姿が廣天によく似ている。山の神の命を受けて国を訪れた阿柴と親交を深める。何をやらせても失敗ばかりの所謂ポンコツだが、喋る鼠の俔にも動じず、時折何処か達観したような言動を見せるなど、掴み所の無い性格。
炎との間の子を身籠り、それが国を揺るがす大きな事変を引き起こす。
炎（えん）
春秋時代に滅んだ小国の公（君主）。長引く病によって衰弱し、側近たちに政務を任せてほとんど臥せっている。
燭衣（しょくい）
炎の身の周りの世話を受け持つ閹人。
子火（し か）
宰相。炎の兄の息子。権力を握ろうとする他の側近たちを牽制するために策を巡らせている。
師父
廣天が一時期身を寄せた寺の住職。武芸を身につけ、大事なもの(炭片)を守る強さを得たいという廣天の決意を見込んで弟子入りを許可する。しかし、その常軌を逸した間抜けぶりが他の門下生たちに多大な被害をもたらしたため破門を言い渡す。別れ際に「腐ったミカン」という辛辣な言葉を浴びせたものの、多少の情はあったらしく、その後すぐに号泣しながら馬車を追いかけてくると「何か他にいい所あるから」と励ました。
晋帝
物語の舞台となる時代の皇帝。巡行の際、自身の命を狙う刺客の一団に遭遇するが、彼らが健康体操に合わせて暗殺計画を暴露するという珍妙な光景に困惑し、そのまま捕らえることもせず立ち去った。
老人として描かれているが、史実で張華が仕えていた晋初代の武帝司馬炎は236年生まれで、232年生の張華よりも四歳年少であるため、架空の人物の可能性が高い。

#### 道士たち
大商人の商荘が主催する道術大会の参加者たち。
典風（てんぷう）
卜い師の少女。管輅の姪孫（兄弟の孫）で、八卦を用いた占術を得意とする。大伯父のことを深く尊敬しており、自身も廣天の正体が妖狐であることを見抜くなど、占い師として高い実力を持っている。
黄極君（こうぎょくくん）
傘のような被り物をして長大な爪を伸ばした人物。隠形の術を得意とし、廣天だけでなく定伯や医者の素性も言い当てる。
その正体はお調子者の青年。被り物をしている時は尊大な口調だったが、素は軽い喋りの人物。ある名家の末弟で、厳格かつ贔屓の凄い父親より常に罵倒されて育ち、兄達からもいじめられ続けたので自分に自信を持てない。
隠形の術として行使していたのは、小さな精怪たちを使役した情報収集によるものだった。
娟玉（けんぎょく）
可憐な雰囲気を纏った美女。自分が発した言葉通りに人の動きを操る術を使う。自身も美しい女性が好きで、一目惚れした廣天に近づこうとする。
周南（しゅうなん）
目元がパンダのように黒く縁取られた人物。予知能力があるらしく、やや正確さに欠けるものの地震や雨を予言し当てる。廣天の死も予言し、一行に警戒される。
謎の人
ヒゲを伸ばした褐色肌の男性。長い間名前も素性も不明で、どんな能力があるのか里の者たちも知らない。
一言も喋らず常に真正面を向いた姿しか描かれない、他のキャラがデフォルメされている場面でも一人だけ絵柄が変わらないなど、不自然な名称を含めた存在そのものがある種のギャグ的演出として機能している。

## PV・ボイスコミック
2019年3月22日にコミックス第1巻の重版を記念して五十嵐裕美がナレーションと廣天らの声を演じるPVが発表された。2022年6月3日にコミックス1巻収録の「第0話　張茂先、狐と会う事」のボイスコミックが発表された。

## 書誌情報
- 張六郎 『千年狐 〜干宝「捜神記」より〜』KADOKAWA 〈MFコミックス フラッパーシリーズ〉、既刊12巻（2025年7月23日現在）
  1. 2018年11月21日初版発行（同日発売[1][3]）、ISBN 978-4-04-065268-9
  2. 2019年8月23日初版発行（同日発売[10][11]）、ISBN 978-4-04-065880-3
  3. 2020年2月22日初版発行（同日発売[12]）、ISBN 978-4-04-064338-0
  4. 2020年7月22日初版発行（同日発売[13][14]）、ISBN 978-4-04-064571-1
  5. 2021年5月21日初版発行（同日発売[15]）、ISBN 978-4-04-680418-1
  6. 2021年12月23日発売[16]、ISBN 978-4-04-680962-9
  7. 2022年4月21日発売[17]、ISBN 978-4-04-681335-0
  8. 2022年11月22日発売[18]、ISBN 978-4-04-6818942
  9. 2023年4月21日発売[19]、ISBN 978-4-04-682374-8
  10. 2023年9月22日発売[20]、ISBN 978-4-04-682808-8
  11. 2025年1月22日発売[21]、ISBN 978-4-04-684437-8
  12. 2025年7月23日発売[22]、ISBN 978-4-04-684943-4